# Cantone di Piñas
Il cantone di Piñas è un cantone dell'Ecuador che si trova nella provincia di El Oro.
Il capoluogo del cantone è Piñas.

## Suddivisione
Il cantone è suddiviso in 10 parrocchie (parroquias):
- parrocchie urbane: Piñas, La Susaya, Piñas grande, San Jacinto
- parrocchie rurali: Piedras, Saracay, Capiro, La bocana, San Roque, Moro Moro.